# J-준동형
대수적 위상수학에서 J-준동형(J-準同型, 영어: J-homomorphism)은 특수 직교군의 호모토피 군에서 초구의 호모토피 군으로 가는 특별한 군 준동형이다.

## 정의
J-준동형은 다음과 같은 군 준동형이다.
{\displaystyle J_{k,n}\colon \operatorname {\pi } _{k}(\operatorname {SO} (n))\to \pi _{k+n}(\mathbb {S} ^{n})\qquad (k,n\geq 2)}
여기서
- {\displaystyle \pi _{k}(-)}는 다양체의 {\displaystyle k}차 호모토피 군이다.
- {\displaystyle \operatorname {SO} (n;\mathbb {R} )}은 실수체 계수 {\displaystyle n\times n} 행렬로 구성된 특수 직교군이다. 이는 리 군이므로, 특히 매끄러운 다양체를 이룬다.
- {\displaystyle \mathbb {S} ^{n}}은 {\displaystyle n}차원 초구이다. 이 역시 물론 매끄러운 다양체이다.

구체적으로, 이는 다음과 같다. 우선, 정의에 따라서, {\displaystyle \operatorname {SO} (n)}은 {\displaystyle \mathbb {S} ^{n-1}} 위에 표준적으로 매끄럽게 작용한다.
{\displaystyle \operatorname {SO} (n)\to {\mathcal {C}}^{\infty }(\mathbb {S} ^{n-1},\mathbb {S} ^{n-1})}
따라서, {\displaystyle \operatorname {SO} (n)}의 {\displaystyle k}차 호모토피 군은 다음과 같은 꼴의 연속 함수의 호모토피류로 구성된다.
{\displaystyle \operatorname {S} ^{k}\times \mathbb {S} ^{n-1}\to \mathbb {S} ^{n-1}}
따라서, 이는 다음과 같은 호모토피류를 정의한다.
{\displaystyle \mathbb {S} ^{k+n}\cong \mathbb {S} ^{k}\star \mathbb {S} ^{n-1}\to \operatorname {S} (\mathbb {S} ^{n-1})\cong \mathbb {S} ^{n}}
이는 물론 {\displaystyle \pi _{k+n}(\mathbb {S} ^{n})}의 원소이다. 여기서 {\displaystyle X\star Y}는 두 위상 공간의 이음이며, {\displaystyle \operatorname {S} (-)}은 위상 공간의 현수이다.
또한, 만약 {\displaystyle n\to \infty } 극한을 취한다면, 다음과 같은 안정 J-준동형(영어: stable J-homomomorphism)을 얻는다.
{\displaystyle J_{k,\infty }\colon \operatorname {\pi } _{k}(\operatorname {SO} (\infty ))\to \operatorname {\pi } _{k}^{\mathbb {S} }}

## 역사
하인츠 호프가 {\displaystyle \pi _{k}(\operatorname {SO} (k+1))\to \pi _{2k+1}(\mathbb {S} ^{k+1})}인 경우를 1935년에 구성하였다. 이후 조지 윌리엄 화이트헤드 2세(영어: George William Whitehead, Jr., 1918~2004)가 이를 {\displaystyle \pi _{k}(\operatorname {SO} (n))\to \pi _{k+n}(\mathbb {S} ^{n})}인 경우로 일반화하였다.